# Ruadi

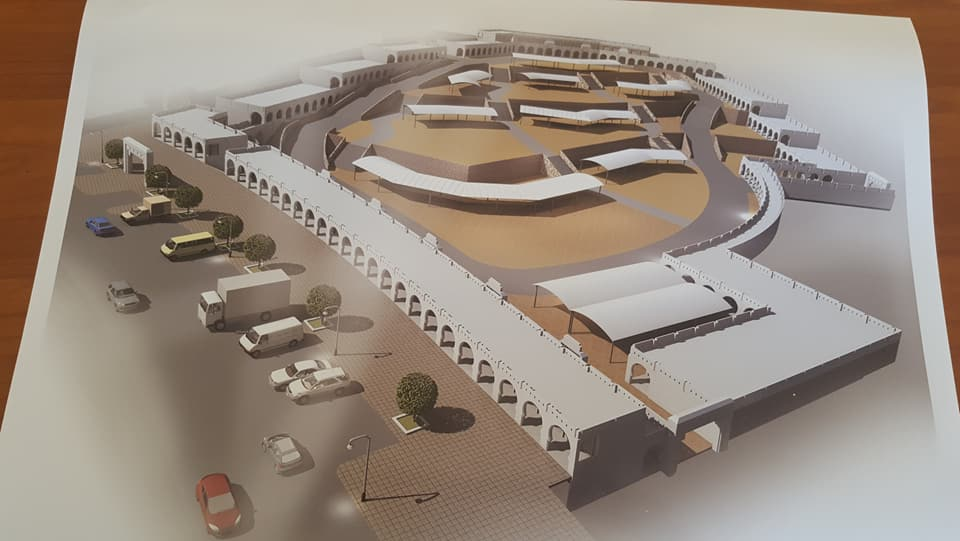
Maqueta de la renovación del zoco

Ruadi  (en árabe: رواضي‎, en lenguas bereberes: ⵔⵓⴰⴷⵉ, en francés: Rouadi) es un pequeño pueblo y comuna rural en la provincia de Alhucemas de la región de Tánger-Tetuán-Alhucemas de Marruecos. En el momento del censo de 2004, el municipio tenía una población total de 8092 personas que viven en 1467 hogares.
Los habitantes son de la cabila de los Bocoya.
Ruadi fue fundado por los españoles durante Protectorado español de Marruecos. Actualmente se encuentran contriciones de la época colonial como la comisaría o el Zoco. 
Cuenta con dos colegios públicos Alroadi schools set 2 y Ruadi 1 y también cuenta con una mezquita que resalta el paisaje urbanístico del pueblo.
El Zoco de Ruadi se abre todos los domingos y ha hecho crecer la encomia y su población.
También cuenta con una comisaría, Hospital,oficina de correos, Estación de bomberos donde además operan en todos los pueblos que se encuestaran en Parque nacional de Alhucemas.
Actualmente el zoco se encuentra en renovación.
El símbolo del pueblo es la puerta de la entrada del Zoco.

## Etimología
La simplificación del pueblo donde los domingos se celebra el zoco de El Had er Ruadi se le conoce también como El Hach er Ruadi, El Had Ruadi, El Had er Rouadi, Had-Rouadi, Souk el Had Rouadi, etc.

## Geografía
Ruadi es accesible desde la Carretera nacional 16 en dirección Alhucemas, a unos 30 kilómetros de distancia de la capital de la Región Alhucemas.
La topografía en un radio de 3 kilómetros de Ruadi tiene variaciones muy grandes de altitud, con un cambio máximo de altitud de 426 metros y una altitud promedio sobre el nivel del mar de 423 metros situados entre los relieves de las montañas del Rif.
En un radio de 16 kilómetros contiene variaciones muy grandes de altitud (1.244 metros). En un radio de 80 kilómetros también contiene variaciones extremas de altitud (2448 metros).
El área en un radio de 3 kilómetros de Ruadi está cubierta de tierra de cultivo (49 %), pradera (17 %), arbustos (13 %) y árboles (13 %), en un radio de 16 kilómetros de tierra de cultivo (32 %) y agua (25 %) y en un radio de 80 kilómetros de agua (46 %) y tierra de cultivo (17 %).

## Historia
El tranquilo pueblo situado en la región de Alhucemas en Marruecos, tiene una rica historia que se entrelaza con su entorno natural y la cultura local. Desde tiempos antiguos hasta el presente, Rouadi ha sido testigo de cambios significativos que han moldeado su identidad única.
Los orígenes precisos de Rouadi se remontan a tiempos históricos, cuando la región estaba poblada por comunidades bereberes que habitaban las montañas del Rif. El pueblo ha sido un punto de encuentro y un centro agrícola desde sus inicios, aprovechando la tierra fértil y el clima mediterráneo para cultivar una variedad de cultivos que han sustentado a sus habitantes a lo largo de los siglos.
Rouadi es parte de la cabila de los Ibaqoyen o Bacoya, una comunidad étnica y territorial en la región del Rif en Marruecos. Esta cabila, también conocida como "maestros del mar", tiene una historia rica y una identidad cultural distintiva en la región de Alhucemas. Los Ibaqoyen o Bacoya han jugado un papel importante en la historia local, contribuyendo tanto a la tradición cultural como a la economía de la zona. Rouadi, como parte de esta cabila, refleja estas influencias culturales y sociales a través de sus costumbres, tradiciones y conexiones con la tierra y el mar que los rodea.
La cultura de Rouadi refleja una mezcla única de influencias bereberes y árabes, enriquecida por siglos de interacción con diversas culturas y civilizaciones que han dejado su huella en la arquitectura local, la gastronomía y las tradiciones festivas. La población local ha mantenido orgullosamente sus raíces culturales a través de la preservación de la música tradicional, la artesanía y las prácticas religiosas.
En el siglo XX y XXI, Rouadi ha experimentado transformaciones significativas con el desarrollo de infraestructuras básicas, como carreteras y servicios públicos, que han mejorado la calidad de vida de sus residentes. El crecimiento económico impulsado por la agricultura, la pesca y, más recientemente, el turismo, ha diversificado las oportunidades de empleo y ha fortalecido la economía local.
El terremoto de Rouadi de 2004 fue un evento significativo que afectó la región de Alhucemas en Marruecos el 24 de febrero de 2004. Este terremoto, con una magnitud de 6.3 en la escala de Richter, causó daños importantes en varias localidades cercanas, incluido Rouadi. Se estima que hubo más de 600 muertes y miles de personas resultaron heridas. 
Las consecuencias del terremoto fueron devastadoras para la región, afectando gravemente la infraestructura local, viviendas y servicios básicos. Las labores de rescate y ayuda humanitaria fueron desplegadas rápidamente para asistir a las víctimas y reconstruir las áreas afectadas.
Este desastre natural subrayó la importancia de la preparación ante terremotos y la necesidad de medidas de mitigación de desastres en zonas sísmicamente activas como la región de Alhucemas.
A pesar de su progreso, Rouadi enfrenta desafíos como la gestión sostenible de sus recursos naturales, la preservación de su patrimonio cultural y la adaptación a los cambios globales. Sin embargo, con una comunidad unida y un rico legado histórico, Rouadi está bien posicionado para abrazar el futuro mientras honra su pasado.
En conclusión, Rouadi es mucho más que un pueblo; es un crisol de historia, cultura y comunidad que continúa evolucionando con el tiempo, manteniendo viva su identidad única en el corazón de la región de Alhucemas.

## Clima
Rouadi es una localidad situada en la región montañosa del Rif, en el norte de Marruecos. El clima de Rouadi se caracteriza por ser mediterráneo con influencias montañosas, presentando variaciones significativas en las temperaturas y precipitaciones a lo largo del año.

Las temperaturas en Rouadi varían considerablemente entre las estaciones:
- Invierno (diciembre a febrero): Las temperaturas suelen oscilar entre los 5 y los 15 grados Celsius durante el día, con noches que pueden acercarse a los 0 grados en las zonas más elevadas.
- Primavera (marzo a mayo): Las temperaturas medias van de los 10 a los 20 grados Celsius, ofreciendo un clima templado y agradable.
- Verano (junio a agosto): Las temperaturas pueden alcanzar los 30 grados Celsius o más durante el día, aunque las noches son más frescas debido a la altitud.
- Otoño (septiembre a noviembre): Las temperaturas descienden gradualmente, con medias que varían entre los 10 y los 20 grados Celsius.

Las precipitaciones en Rouadi presentan una marcada estacionalidad:
- Invierno: Es la estación más lluviosa, con frecuentes y abundantes lluvias que contribuyen al verdor de la región.
- Primavera: También recibe una cantidad moderada de precipitaciones, esenciales para la agricultura y el llenado de acuíferos.
- Verano: Es la estación más seca, con precipitaciones muy escasas.
- Otoño: Las lluvias son moderadas, preparando la región para el invierno.

El clima de Rouadi también se ve influenciado por los vientos predominantes de la región:
- Invierno: Vientos del oeste y noroeste, que traen aire húmedo desde el Mediterráneo.
- Verano: Vientos más secos y cálidos provenientes del interior del continente.

El clima de Rouadi tiene un impacto significativo en la vida diaria y la economía de la región. La agricultura, que es una de las principales actividades económicas, depende en gran medida de las lluvias invernales y primaverales. Los cultivos comunes incluyen olivos, cereales y diversas frutas, adaptados a las condiciones climáticas locales.
La arquitectura y el estilo de vida de los habitantes también están influenciados por el clima. Las construcciones suelen tener techos inclinados para facilitar el escurrimiento de la lluvia y paredes gruesas para mantener una temperatura interior estable.

El clima de Rouadi, con sus características mediterráneas y montañosas, juega un papel crucial en la determinación del entorno natural y las actividades humanas en la región. Comprender estas características es esencial para apreciar la riqueza y diversidad de esta área del Rif marroquí.

## Gastronomía
Rouadi es un pequeño pueblo situado en la región del Rif, al norte de Marruecos. Conocido por su rica herencia cultural y su impresionante entorno natural, Rouadi también cuenta con una gastronomía distintiva que refleja las tradiciones culinarias del Rif. 
Influencias y Productos Locales :
La gastronomía de Rouadi, al igual que la del Rif en general, se caracteriza por la utilización de productos frescos y locales. La región es conocida por sus olivos, higos, almendras, y una variedad de hierbas aromáticas. La dieta de los habitantes de Rouadi está muy influenciada por la agricultura local y la ganadería, con ingredientes como el cordero, la cabra, y una amplia gama de verduras y legumbres.
Platos Típicos :
Tajín Aunque el tajín es un plato común en todo Marruecos, en Rouadi se prepara con ingredientes locales, como el cordero y las aceitunas de la región, y se adereza con hierbas y especias autóctonas. Las versiones con higos secos o almendras son especialmente apreciadas.
Bissara : Una  sopa espesa de habas secas, que se suele servir con aceite de oliva virgen extra, pimentón y comino. Es un plato reconfortante, especialmente popular durante los meses más fríos.
Cuscús : El cuscús es un plato esencial en la cocina de Rouadi, generalmente servido los viernes, día sagrado en el Islam. Se acompaña de carne (a menudo cordero o pollo) y una mezcla de verduras locales como zanahorias, calabacines y garbanzos, todo aderezado con una combinación de especias típicas del Rif.
Makouda: Son pequeñas croquetas de patata, a menudo mezcladas con hierbas y especias, que se fríen hasta quedar doradas y crujientes. Son un aperitivo popular, especialmente durante el Ramadán.
Bebidas: 
El té de menta es la bebida más común en Rouadi, como en el resto de Marruecos. La preparación de este té es todo un ritual y se sirve a cualquier hora del día. Además del té, se consumen jugos naturales hechos con frutas locales como naranjas, granadas e higos.
Dulces y Postres:

Labios el Ghazal: También conocidas como "cuernos de gacela", son pequeñas pastas rellenas de almendra y aromatizadas con agua de azahar. Son un deleite en cualquier ocasión especial.
Sfuf: Un postre energético hecho con harina, almendras, sésamo y miel. Este dulce es muy nutritivo y se suele preparar en ocasiones especiales como el Ramadán.
Influencias Culturales:
La gastronomía de Rouadi no solo es rica en sabores, sino también en historia. Las recetas y técnicas culinarias se han transmitido de generación en generación, y muchos de los platos tradicionales siguen siendo una parte integral de la vida cotidiana y de las celebraciones locales. Además, la cocina de Rouadi refleja la mezcla de culturas bereberes y árabes, que han influido en la región del Rif durante siglos.
La gastronomía de Rouadi es un reflejo de la riqueza cultural y natural de esta región del Rif. Con una base de ingredientes frescos y locales, los platos de Rouadi ofrecen una experiencia culinaria auténtica y deliciosa que mantiene vivas las tradiciones de sus habitantes. Cada plato cuenta una historia, y juntos, forman un mosaico culinario que es tanto un placer para el paladar como un testimonio de la herencia cultural del pueblo.

## Economía
Rouadi, un pintoresco pueblo ubicado en la región de Alhucemas en Marruecos, no solo es conocido por su belleza natural y su rica historia, sino también por su vibrante economía local que se sustenta en varios pilares clave.
La economía de Rouadi está arraigada en la agricultura, con cultivos como olivos, almendros y cítricos que prosperan en su clima mediterráneo. Estos cultivos no solo abastecen a la comunidad local con productos frescos, sino que también contribuyen significativamente a la economía regional, proporcionando empleo y sustento a numerosas familias.
La pesca es otra actividad económica vital en Rouadi, aprovechando la proximidad del pueblo a las aguas ricas en recursos marinos del Mediterráneo. Los pescadores locales juegan un papel crucial en la economía, suministrando pescado fresco tanto para el consumo local como para el comercio en mercados cercanos.
Un elemento destacado en la economía de Rouadi es su zoco de los domingos, un mercado semanal que atrae a vendedores y compradores de toda la región. En este vibrante mercado, se pueden encontrar una amplia variedad de productos que van desde alimentos frescos, especias y productos agrícolas hasta artesanías locales y textiles tradicionales. El zoco no solo sirve como un importante centro de intercambio comercial, sino también como un punto de encuentro social donde residentes y visitantes pueden interactuar y disfrutar de la rica cultura local.
Además de la agricultura y la pesca, el turismo juega un papel cada vez más importante en la economía de Rouadi. La proximidad del pueblo al Parque Nacional de Alhucemas y a espectaculares calas y playas atrae a turistas en busca de naturaleza virgen y experiencias auténticas. Los servicios turísticos locales, como alojamientos familiares y restaurantes que ofrecen cocina tradicional, contribuyen al crecimiento económico de la comunidad al proporcionar empleo y oportunidades de negocio.
A pesar de sus activos económicos, Rouadi enfrenta desafíos típicos de muchas comunidades rurales, como la necesidad de mejorar la infraestructura local, fortalecer la educación y capacitación profesional, y diversificar aún más sus fuentes de ingresos. Sin embargo, con un fuerte espíritu comunitario y un entorno natural impresionante, Rouadi está bien posicionado para capitalizar sus recursos y continuar prosperando en los años venideros.
En resumen, la economía de Rouadi es un testimonio de la resiliencia y la adaptabilidad de una comunidad que ha sabido combinar tradiciones centenarias con oportunidades modernas, creando así un ambiente económico vibrante y sostenible.

## Monumentos y lugares de interés

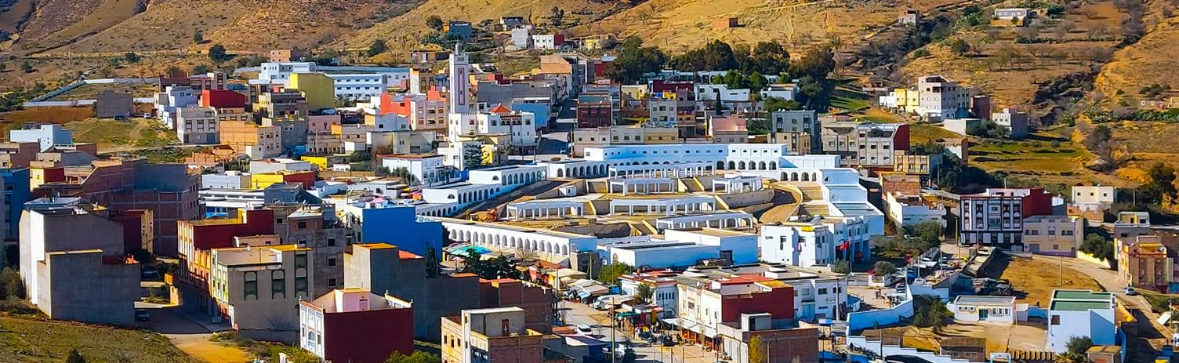
Es el pueblo de rouadi

Rouadi es conocido por varios lugares de interés cercanos, como el Parque Nacional de Alhucemas, donde se pueden encontrar paisajes naturales impresionantes y una diversa vida silvestre. Además, el zoco de los domingos es un mercado local donde se pueden comprar una variedad de productos, desde alimentos frescos hasta artesanías locales. Las calas cercanas, como la Cala de Bades, son conocidas por sus aguas cristalinas y su belleza natural, atrayendo a visitantes interesados en explorar la costa y disfrutar del entorno marino.

## Deporte
El pueblo de Ruadi cuenta con el Club fath rouadi que milita actualmente en la división regional de Alhucemas de fútbol. El escudo del club es representado por una Águila pescadora por su cercanía al Parque nacional de Alhucemas.
Ruadi cuenta con dos estadios de fútbol.

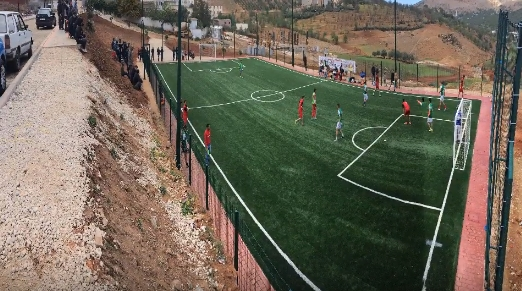
Estadio de Ruadi